# Naan

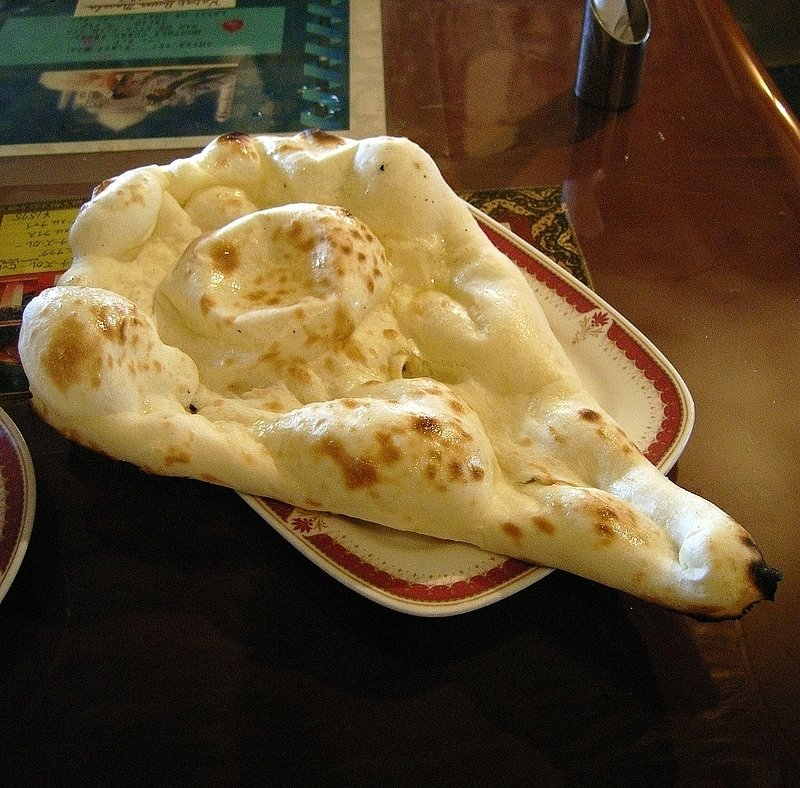
Naan

Naan (Dari voor "brood", in het Nederlands ook wel - dubbelop - naanbrood genoemd) is een brood dat van tarwemeel wordt gemaakt. De naan is het belangrijkste bijgerecht bij de maaltijden in Centraal- en Zuid-Azië. In sommige talen wordt het nan genoemd; de Birmese naam is nanpya.

## Bereiding
Naan wordt meestal bereid met zuurdesem, maar ook de ongedesemde variant (zoals roti) komt voor. Het wordt meestal gebakken in een tandoor of kleioven. Het kan ook op een licht bolvormig ijzeren rooster, de tava, gebakken worden. In de moderne keuken wordt vaak bakpoeder in plaats van gist gebruikt. Ook kan melk of yoghurt aan het deeg worden toegevoegd om de naan meer volume te geven. Knoflook en kruiden als komijn, koriander en zwarte komijn (nigella) geven de naan zijn typische smaak.
De naan dient heet geserveerd te worden met ghee of boter. In de traditionele Indiase keuken wordt de naan gebruikt om andere gerechten mee op te scheppen: het is dan een soort lepel.

## Varianten
- De keema nan is een naan die gevuld is met een fijngehakt vleesmengsel.
- In de Indiase vestigingen van Kentucky Fried Chicken worden naanhamburgers geserveerd.